# Mariquita Soares
Mariquita Soares (* 5. Juni 1974 in Uato-Lari, Viqueque, Portugiesisch-Timor) ist eine osttimoresische Politikerin. Sie ist Mitglied der FRETILIN, Koordinatorin der OPMT (Organização Popular de Mulheres Timorense) in Dili, der Frauenorganisation der Partei und ehemaliges Mitglied des Zentralkomitees der FRETILIN (CCF).
Bei den Parlamentswahlen 2023 trat Soares auf Platz 18 der Wahlliste der FRETILIN an und gewann einen Sitz im Parlament. Im 6. Nationalparlament Osttimors ist Soares Mitglied des Ausschusses für Bildung, Jugend, Kultur und Bürgerrechte (Kommission G).
Soares ist Überlebende des Santa-Cruz-Massakers und daher Trägerin des Ordem Lorico Asuwain.